# Kampus.nu
Kampus.nu var en social netværksportal for studerende på lange og mellemlange videregående uddannelser, hvis vision var at skabe et bedre og mere transparent studiemiljø i Danmark og skabe mere erfaringsdeling blandt studerende. Erfaringsdelingen var tænkt for at hjælpe kommende studerende med at vælge den rigtige uddannelse, og derved hjælpe uddannelserne med at skabe større gennemsigtighed og åbenhed.
Ud over den mere traditionelle sociale netværkstanke, var der mulighed for at lave gruppearbejde.
Som individuel bruger kunne man gemme private filer, vedligeholde en kalender med private begivenheder, og kommunikere med andre via ens "shoutbox", som var en slags opslagstavle til små, hurtige beskeder. Oprettede du en gruppe kunne du dele filer; der var en fælles kalender, fælles galleri, et diskussionsforum, og en shoutbox.
Projektet var inspireret af sites som Groupcare, Facebook, Linkedin og andre sociale netværksportaler.
Projektet blev startet i begyndelsen af 2006 af to studerende på Copenhagen Business School. En ny version af portalen lanceredes i august 2007. Kampus.nu var ejet af Kampus.nu Aps som i følge CVR (Webside ikke længere tilgængelig)-registret er opløst 28. maj 2011.